# Wydział Edukacji Muzycznej Uniwersytetu Kazimierza Wielkiego w Bydgoszczy
Wydział Edukacji Muzycznej Uniwersytetu Kazimierza Wielkiego w Bydgoszczy – jeden z 17 wydziałów Uniwersytetu Kazimierza Wielkiego w Bydgoszczy.

## Historia
Wydział Edukacji Muzycznej powstał 1 stycznia 2015 roku w ramach przekształcenia z istniejącego Instytutu Edukacji Muzycznej.

## Kierunki kształcenia
Wydział Edukacji Muzycznej prowadzi studia na kierunku Edukacja artystyczna w zakresie sztuki muzycznej w ramach następujących specjalności:

### Studia I stopnia
- edukacja muzyczna, prowadzenie zespołów muzycznych
- edukacja muzyczna, muzyka kościelna

### Studia II stopnia
- edukacja muzyczna, prowadzenie zespołów muzycznych z animacją w kulturze
- edukacja muzyczna, animacja i zarządzanie w kulturze muzycznej

## Struktura organizacyjna

### Katedra Dyrygentury
Samodzielni pracownicy naukowi:
- prof. dr hab. Arkadiusz Kaczyński – kierownik Katedry
- prof. dr hab. Anna Janosz
- prof. dr hab. Mariusz Kończal
- prof. dr hab. Bernard Mendlik
- prof. dr hab. Katarzyna Sokołowska
- dr hab. Benedykt Odya, prof. UKW
- dr hab. Ryszard Jarosław Piotrowski, prof. UKW

### Katedra Wokalistyki, Instrumentalistyki i Teorii Muzyki
Samodzielni pracownicy naukowi:
- dr hab. Katarzyna Matuszak, prof. UKW – kierownik Katedry
- prof. dr hab. Sławomir Stanisław Czarnecki
- dr hab. Monika Walerowicz, prof. UKW
- dr hab. Joanna Zagdańska

## Poczet dziekanów
1. prof. dr hab. Bernard Mendlik (2015–2024)
2. prof. dr hab. Arkadiusz Kaczyński (od 2024)

## Władze Wydziału
W kadencji 2024–2028:
| Stanowisko                 | Imię i nazwisko                   |
| -------------------------- | --------------------------------- |
| Dziekan                    | prof. dr hab. Arkadiusz Kaczyński |
| Prodziekan ds. kształcenia | dr Adam Skrętny                   |